# Vidar Riseth
Vidar Riseth (Frosta, Noruega, 21 de abril de 1972) es un exfutbolista noruego, se desempeñaba como centrocampista y se retiró en 2010.

## Clubes
| Club            | País       | Año         | Partidos | Goles |
| Rosenborg BK    | Noruega    | 1992 - 1993 | 11       | 2     |
| Kongsvinger IL  | Noruega    | 1993 - 1996 | 56       | 20    |
| Luton Town FC   | Inglaterra | 1996        | 11       | 0     |
| LASK Linz       | Austria    | 1996 - 1998 | 62       | 11    |
| Celtic FC       | Escocia    | 1998 - 2000 | 56       | 3     |
| TSV 1860 Munich | Alemania   | 2000 - 2003 | 43       | 3     |
| Rosenborg BK    | Noruega    | 2003 - 2007 | 103      | 12    |
| Lillestrøm SK   | Noruega    | 2007 - 2009 | 32       | 2     |
| Strømsgodset IF | Noruega    | 2009        | 7        | 0     |
| Kongsvinger IL  | Noruega    | 2010        | 14       | 0     |